# Avallon
Avallon ist eine französische Gemeinde mit 6346 Einwohnern (Stand: 1. Januar 2022) im Département Yonne in der Region Bourgogne (Bourgogne-Franche-Comté). Sie ist Sitz der Unterpräfektur des gleichnamigen Arrondissements und Sitz des Gemeindeverbands Avallon-Vézelay-Morvan. Das Bureau centralisateur des gleichnamigen Kantons befindet sich in Avallon. Die Bewohner werden Avallonnais und Avallonnaises genannt.
Die Gemeinde erhielt 2023 die Auszeichnung „Drei Blumen“, die vom Conseil national des villes et villages fleuris (CNVVF) im Rahmen des jährlichen Wettbewerbs der blumengeschmückten Städte und Dörfer verliehen wird.

## Geografie
Avallon liegt im Südosten des Départements, etwa 41 Kilometer südöstlich von Auxerre auf einem Plateau mit Blick auf das Tal des Cousin, einem Nebenfluss der Cure. Das Gemeindegebiet ist Teil des Regionalen Naturparks Morvan. Knapp 45 % der Fläche des Gemeindegebiets, insbesondere im südlichen Teil, ist von Wald bedeckt.
Umgeben wird Avallon von den acht Nachbargemeinden:
| Annéot                    | Étaule                                      | Sauvigny-le-Bois |
| Vault-de-Lugny Pontaubert | Kompassrose, die auf Nachbargemeinden zeigt | Magny            |
| Island                    | Saint-Germain-des-Champs                    |                  |

## Klima
|                        | Jan | Feb | Mär | Apr  | Mai  | Jun  | Jul  | Aug  | Sep  | Okt  | Nov | Dez |   |      |
| Mittl. Temperatur (°C) | 3,2 | 3,6 | 6,9 | 10,3 | 14   | 17,8 | 19,7 | 19,5 | 16   | 12,3 | 7,2 | 4,1 | ⌀ | 11,3 |
| Mittl. Tagesmax. (°C)  | 5,8 | 6,9 | 11  | 14,6 | 18,1 | 22,1 | 24,1 | 23,9 | 20,3 | 16   | 9,9 | 6,6 | ⌀ | 15   |
| Mittl. Tagesmin. (°C)  | 0,9 | 0,7 | 2,9 | 5,9  | 9,6  | 13,3 | 15,2 | 15   | 12   | 9    | 4,6 | 1,8 | ⌀ | 7,6  |
|                        |     |     |     |      |      |      |      |      |      |      |     |     |   |      |
| Niederschlag (mm)      | 90  | 76  | 74  | 84   | 92   | 77   | 71   | 69   | 72   | 87   | 93  | 98  | Σ | 983  |
|                        |     |     |     |      |      |      |      |      |      |      |     |     |   |      |
| Sonnenstunden (h/d)    | 3,2 | 4,2 | 6,1 | 8,0  | 8,6  | 9,6  | 9,9  | 9,0  | 7,1  | 5,5  | 3,8 | 3,2 | ⌀ | 6,5  |
|                        |     |     |     |      |      |      |      |      |      |      |     |     |   |      |
| Regentage (d)          | 10  | 9   | 9   | 10   | 11   | 9    | 9    | 9    | 8    | 9    | 10  | 11  | Σ | 114  |
|                        |     |     |     |      |      |      |      |      |      |      |     |     |   |      |
| Luftfeuchtigkeit (%)   | 84  | 80  | 75  | 71   | 73   | 68   | 65   | 66   | 71   | 79   | 85  | 85  | ⌀ | 75,1 |

| 0,9 |

| 0,7 |

| 2,9 |

| 5,9 |

| 9,6 |

| 13,3 |

| 15,2 |

| 15 |

| 12 |

| 9 |

| 4,6 |

| 1,8 |

| 0,9 |

| 0,7 |

| 2,9 |

| 5,9 |

| 9,6 |

| 13,3 |

| 15,2 |

| 15 |

| 12 |

| 9 |

| 4,6 |

| 1,8 |

Um 29 mm fällt im Schnitt mehr Niederschlag im niederschlagsreichsten Monat Dezember im Vergleich zum trockensten Monat August. Der wärmste Monat Juli ist im Durchschnitt um 16,5 °C wärmer als der kälteste Monat Januar.
Es ist festzustellen, dass der Monat November (84,94 %) die höchste relative Luftfeuchtigkeit aufweist, während Juli (65,01 %) die niedrigste erfährt. In Bezug auf die Anzahl der Regentage stellen die Monate Dezember und April die Monate mit der höchsten Ausprägung dar, da hier 11 Tage mit Regen verzeichnet werden. Demgegenüber weist der September die niedrigste Anzahl an Regentagen auf, nämlich lediglich 8.
Das Klima ist als (Gemäßigtes) Ozeanklima (Cfb-Klima) nach Köppen und Geiger klassifiziert. Die Angaben von Temperatur, Niederschlag, Regentag und Luftfeuchtigkeit basieren auf Daten von 1991 bis 2021, Sonnenstunden auf Daten von 1999 bis 2019.

## Geschichte
Avallon wurde bereits vor rund 2000 Jahren als gallische Festung der Haeduer ausgebaut und erwies sich aufgrund seiner Lage auf einem Granitplateau über dem Tal des Flusses Cousin als strategisch bedeutsam. In dieser Zeit trug es den Namen Aballo. Im 1. Jahrhundert n. Chr. errichteten römische Händler einen Außenposten über dem Cousin.
Nach der Niederlage des anglo-romanischen Heerkönigs Riothamus im Jahr 470 n. Chr. gegen die Goten wurde Avallon zu dessen Fluchtsitz, wo er wahrscheinlich auch starb. Das Leben dieses Königs und Legenden um seine historische Gestalt machten ihn zu einem der Vorbilder für die frühmittelalterliche Artus-Sage. Während des hohen Mittelalters wurde Avallon zu einer bedeutenden Festung ausgebaut und mit einer hohen, von zahlreichen Türmen verstärkten Stadtmauer umgeben.
Während der Zeit des Absolutismus verlor Avallon zunehmend an Bedeutung, zur Zeit der Französischen Revolution war die Landwirtschaft der bedeutendste ökonomische Faktor der Region. Als im 19. Jahrhundert mit der Romantik die Begeisterung für mittelalterliche Stadtbilder erstarkte, entwickelte sich Avallon zu einem wichtigen Zentrum des Fremdenverkehrs, was es bis heute geblieben ist.
Als sich Frankreich im Zweiten Weltkrieg unter deutscher Besatzung befand, arbeitete der Priester Bernard Ferrand im Informationsnetzwerk Réseau Alliance der Résistance. Die Deutschen ermordeten ihn im KZ Natzweiler-Struthof.
1974 gründete der japanische Zenmeister Taisen Deshimaru in der Nähe der Stadt Avallon das erste europäische Zen-Kloster. Auf Deshimarus Initiative wurden das japanische Saku und Avallon Partnerstädte. Diese internationale Partnerschaft besteht noch heute.

## Bevölkerungsentwicklung
| Avallon: Einwohnerzahlen von 1793 bis 2016                                                                                 | Avallon: Einwohnerzahlen von 1793 bis 2016 | Avallon: Einwohnerzahlen von 1793 bis 2016 | Avallon: Einwohnerzahlen von 1793 bis 2016 | Avallon: Einwohnerzahlen von 1793 bis 2016 |
| --- | ------------------------------------------ | ------------------------------------------ | ------------------------------------------ | ------------------------------------------ |
| Jahr |                                            |                                            |                                            | Einwohner                                  |
| 1793 | 1793                                       |                                            | 4.166                                      | 4.166                                      |
| 1800 | 1800                                       |                                            | 5.038                                      | 5.038                                      |
| 1806 | 1806                                       |                                            | 5.483                                      | 5.483                                      |
| 1821 | 1821                                       |                                            | 5.060                                      | 5.060                                      |
| 1831 | 1831                                       |                                            | 5.569                                      | 5.569                                      |
| 1836 | 1836                                       |                                            | 5.666                                      | 5.666                                      |
| 1841 | 1841                                       |                                            | 5.666                                      | 5.666                                      |
| 1846 | 1846                                       |                                            | 5.745                                      | 5.745                                      |
| 1851 | 1851                                       |                                            | 5.922                                      | 5.922                                      |
| 1856 | 1856                                       |                                            | 5.543                                      | 5.543                                      |
| 1861 | 1861                                       |                                            | 5.533                                      | 5.533                                      |
| 1866 | 1866                                       |                                            | 6.070                                      | 6.070                                      |
| 1872 | 1872                                       |                                            | 5.816                                      | 5.816                                      |
| 1876 | 1876                                       |                                            | 5.930                                      | 5.930                                      |
| 1881 | 1881                                       |                                            | 6.139                                      | 6.139                                      |
| 1886 | 1886                                       |                                            | 6.335                                      | 6.335                                      |
| 1891 | 1891                                       |                                            | 6.076                                      | 6.076                                      |
| 1896 | 1896                                       |                                            | 5.809                                      | 5.809                                      |
| 1901 | 1901                                       |                                            | 5.906                                      | 5.906                                      |
| 1906 | 1906                                       |                                            | 5.848                                      | 5.848                                      |
| 1911 | 1911                                       |                                            | 5.900                                      | 5.900                                      |
| 1921 | 1921                                       |                                            | 5.235                                      | 5.235                                      |
| 1926 | 1926                                       |                                            | 5.387                                      | 5.387                                      |
| 1931 | 1931                                       |                                            | 5.603                                      | 5.603                                      |
| 1936 | 1936                                       |                                            | 5.848                                      | 5.848                                      |
| 1946 | 1946                                       |                                            | 5.637                                      | 5.637                                      |
| 1954 | 1954                                       |                                            | 5.497                                      | 5.497                                      |
| 1962 | 1962                                       |                                            | 5.976                                      | 5.976                                      |
| 1968 | 1968                                       |                                            | 6.846                                      | 6.846                                      |
| 1975 | 1975                                       |                                            | 8.814                                      | 8.814                                      |
| 1982 | 1982                                       |                                            | 8.904                                      | 8.904                                      |
| 1990 | 1990                                       |                                            | 8.617                                      | 8.617                                      |
| 1999 | 1999                                       |                                            | 8.217                                      | 8.217                                      |
| 2006 | 2006                                       |                                            | 7.483                                      | 7.483                                      |
| 2011 | 2011                                       |                                            | 7.229                                      | 7.229                                      |
| 2016 | 2016                                       |                                            | 6.748                                      | 6.748                                      |
| Quelle(n): EHESS/Cassini bis 1999, INSEE ab 2006 Anmerkung(en): Ab 1962 offizielle Zahlen ohne Einwohner mit Zweitwohnsitz |                                            |                                            |                                            |                                            |

## Verwaltung
Bürgermeisterin ist seit 2021 Jamilah Habsaoui (DVG).

## Wirtschaft
Neben dem Tourismus ist vor allem die Süßwarenproduktion ein bedeutender ökonomischer Faktor: Die Naturprodukte des Morvan werden dort teilweise in Manufakturen zu berühmten Gebäck- und Bonbon-Spezialitäten verarbeitet. Weiterhin finden sich Betriebe für landwirtschaftliche Geräte und zur Lederverarbeitung sowie Forst- und Agrarunternehmen.
Das größte Unternehmen in Avallon ist mit 600 Mitarbeitern das Reifenwerk von Pneu Laurent, das Reifen für Lastkraftwagen runderneuert.

## Sehenswürdigkeiten (Auszug)
- Remparts d’Avallon: mittelalterliche Stadtmauer
- Tour de l’Horloge: Uhrturm
- Musée de l’Avallonnais
- Stiftskirche St-Lazare
- Kirche Saint-Martin-du-Bourg
- Das Musée du Costume im Palais du Condé zeigt Kleider, Accessoires und Kostüme des 17. bis 20. Jahrhunderts.

## Städtepartnerschaften
- Cochem  (Deutschland)
- Pepinster (Belgien)
- Saku (Japan)
- Tenterden (Großbritannien)